# Baiocassi

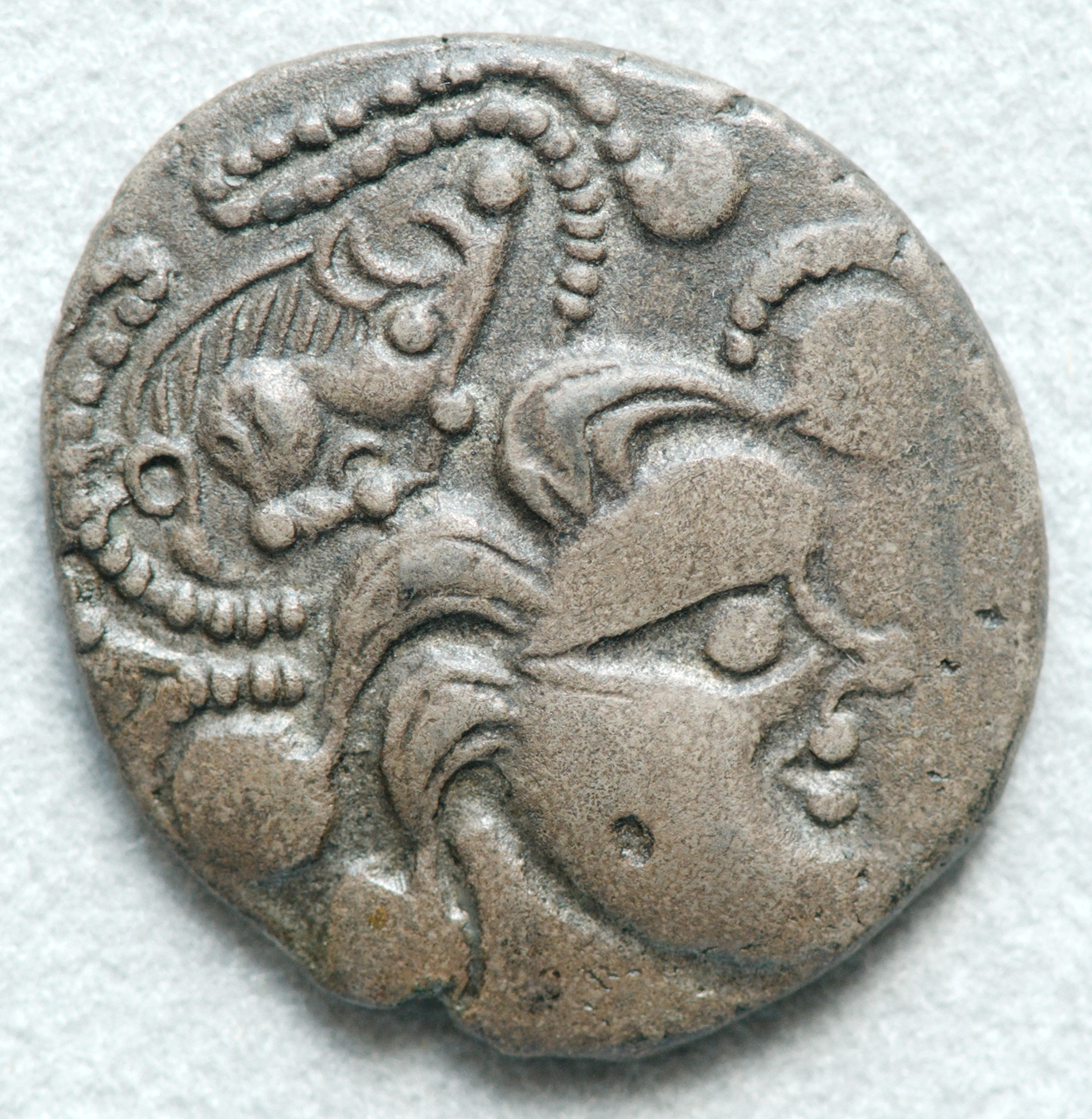
Statere in biglione dei Baiocassi (conservato al Cabinet des Médailles) raffigurante un profilo umano con un cinghiale incastonato in volute di motivi che si estendono dai capelli stilizzati

I Baiocassi o Bodiocassi furono un'antica tribù gallica vissuta in epoca romana. Erano una sottotribù dei Lessovi, ed erano stanziati nella provincia romana della Gallia Lugdunense, a est dei Venelli ed a ovest della tribù belga dei Veliocassi.

## Nome

### Attestazioni
I Baiocassi furono menzionati nel I secolo d.C. da Plinio il Vecchio con il termine Bodiocasses nella Naturalis historia (4:107), nel IV secolo d.C. da Ausonio come Baiocassi nei Professores (11, 4:7) e nel V secolo d.C. come Baiocas nella Notitia Dignitatum. Non vennero invece menzionati da Giulio Cesare nei suoi Commentarii de Bello Gallico (58-50 a.C.).
Nella Naturalis historia di Plinio il Vecchio diversi manoscritti si riferiscono a questa tribù come Vadiocasses, Bodiocasses o Bodicasses, probabilmente a causa di un errore del copista.
Nei Professores (o Commemoratio professorum Burdigalensium) di Ausonio, l'autore prende in giro un amico definendolo un Baiocassio che sosteneva di essere di discendenza druidica e di discendere dai sacerdoti di Beleno.
I Vadicassii (Οὐαδικάσσιοι) menzionati da Claudio Tolomeo nel II secolo d.C. sono probabilmente una tribù differente, poiché li colloca vicino ai Meldi, in direzione della Gallia Belgica.

### Etimologia
La prima parte dell'etnonimo gallico Bodiocasses deriva dalla radice protoceltica *bodyo-, ossia "giallo", "biondo" (cfr. antico irlandese buide, "giallo"); l'etimologia della seconda parte -casses (attestata in altri etnonimi gallici, come ad esempio Durocassi, Tricassi, Veliocassi e Viducassi), è stata dibattuta, ma probabilmente significa "capigliatura riccia" (cfr. antico irlandese chass, "ricciolo"), forse riferendosi a una particolare acconciatura da guerriero. Rudolf Thurneysen ha paragonato il nome all'antico irlandese buide-chass ("riccioli biondi") e ha suggerito di tradurre Bodiocassi come "quelli che hanno riccioli biondi". Patrizia de Bernardo Stempel ha proposto invece di interpretare il nome come "quelli con elmi lucenti".

## Geografia
I Baiocassi abitavano una regione, conosciuta oggi come Bessin, situata intorno all'odierna città di Bayeux, nella Normandia occidentale. Sia Bayeux (attestata come Civitas Baiocassium intorno al 400 d.C., poi Baiocas tra il 400 e il 410 e Baieus nel 1155) sia Bessin (attestata come Pagus Baiocensis nell'840 e come Beissin tra il 1050 e il 1066) devono il loro nome a quello della tribù gallica.

## Storia
I Baiocassi coniarono monete d'oro, d'argento e di biglione con la denominazione di statere. La maggior parte delle monete raffigura sul dritto una testa maschile in stile celtico con capelli elaborati e sul rovescio un cavallo con un cavaliere di carro e sotto di solito una lira o un piccolo cinghiale.